# Umowa o Afrykańskiej Kontynentalnej Strefie Wolnego Handlu
Umowa o Afrykańskiej Kontynentalnej Strefie Wolnego Handlu (AfCFTA) – porozumienie zawarte pomiędzy 54 z 55 krajów Unii Afrykańskiej, mające na celu utworzenie panafrykańskiego wspólnego rynku, a następnie strefy swobodnego przepływu osób i unii walutowej. 21 marca 2018 na szczycie w Kigali w Rwandzie umowę sygnowały 44 państwa; kolejnych 10 dołączyło w ciągu tego samego i następnego roku. Poza jej obrębem pozostaje Erytrea.
Na kwiecień 2019 umowa miała nabrać mocy po 30 dniach od momentu dostarczenia ratyfikacji do UA przez co najmniej 22 kraje – ten próg osiągnięto 29 kwietnia 2019. W momencie wejścia w życie strefa ma objąć 1,2 miliarda ludzi i gospodarki o $2,5 biliarda łącznego PKB. Część krajów podpisała także towarzyszący protokół o swobodnym przepływie osób (32 państwa na lipiec 2018).
Porozumienie ma zunifikować, rozszerzyć i pogłębić istniejące wcześniej organizacje: wspólny rynek Afryki Wschodniej i Południowej (COMESA), Wspólnotę Wschodnioafrykańską (EAC), Wspólnotę Rozwoju Afryki Południowej (SADC), i Wspólnotę Gospodarczą Państw Afryki Zachodniej (ECOWAS).
Porozumienie weszło w życie 1 stycznia 2021 roku. Jest promowane jako "największa strefa wolnego handlu na świecie".

## Historia
Skala handlu międzynarodowego w Afryce jest uznawana za relatywnie ograniczoną, stanowiąc tylko ok. 10-16% aktywności gospodarczej na tym kontynencie – dla porównania, w Azji Południowo-Wschodniej jest to 25-51% (zależnie od definicji).
Projekt umowy ogłoszono na 18 sesji Zgromadzenia Unii Afrykańskiej w 2012. Negocjacje uruchomiono w czerwcu 2015 z udziałem COMESA, EAC i SADC w Johannesburgu, i kontynuowano w trakcie sesji negocjacyjnych w Addis Abebie w 2016. Zgodnie z wstępnym projektem, porozumienie ma znieść cła na 90% dóbr i usług z wejściem w życie, a na pozostałe 10% po upłynięciu okresu przejściowego.
Reprezentanci części państw, w szczególności Nigerii, wyrażali w trakcie negocjacji obawy o spadek wpływ z ceł i trudność prowadzenia samodzielnej polityki gospodarczej we wspólnym bloku handlowym. Na kwiecień 2019, Nigeria pozostaje największą gospodarką afrykańską, która nie sygnowała umowy. Według komentarzy m.in. PCSA i AfricaNews, rząd tego państwa mógł ulec lobbingowi lokalnego biznesu i związków zawodowych. Oszacowania UNCTAD sugerują, że liberalizacja celna pozbawi władze krajów ok. $4,1 mld wpływów z ceł, ale przyniesie obywatelom ponad $16 mld wzrostu gospodarczego.